# 啟蒙時代
啟蒙運動，又稱啟蒙時代（法語：Siècle des Lumières）與理性時代（英語：Age of Reason），指一場在17世紀及18世紀於歐洲發生的哲學及文化運動，該運動相信理性發展知識可以解決人類實存的基本問題。人類歷史從此展開在思潮、知識及媒體上的“启蒙”，開啟现代化和现代性的發展歴程。德意志哲學家康德以「Sapere aude」（拉丁語，意為Dare to know，敢於求知）的启蒙精神來闡述人类的理性担当。他認為啟蒙運動是人類的最終解放時代，將人類意識從不成熟的無知和錯誤狀態中解放。
啟蒙時代不同於過往以天主教神學權威為主的知識權威與傳統教條，而是相信理性並敢於求知，認為科學和藝術的知識的理性發展可以改進人類生活。承接17世紀的科學宇宙觀及以理性尋找知識的方法，啟蒙運動相信普世原則及普世價值可以在理性的基礎上建立，對傳統存有的社會習俗和政治體制以理性方法檢驗並改進，產生出啟蒙時代包含自由與平等概念的世界觀。
啟蒙時代後期，約18世紀末前後，浪漫主義继續並取代啟蒙運動思維成為19世紀的主流。不同於啟蒙運動相信知識及理性進步觀，有鑑於法國大革命及工業革命的部份負面後果，浪漫主義思維主張啟蒙運動的理性主義過了頭：藝術及科學等知識的發展並未帶給人類福祉，人類有了知識改變了自然反而使人類變得更墮落、社會不公並且忽略了心之真誠。

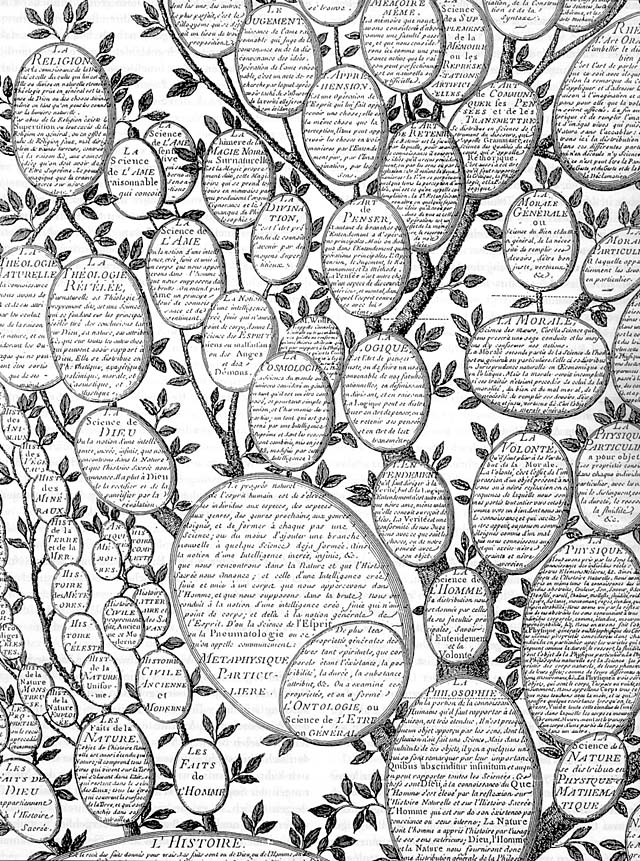
知識的具象系統，摘自 法國《百科全书，或科学、藝術和工藝详解词典》

## 理性與知識的運動

### 背景
受科學革命影響，人們試圖運用科學及理性的角度，去建立政治或社會制度的通則。理性的使用及力量在西方可追源至古希臘哲學，然而在羅馬帝國混亂年代時基督教的興起，發展出的经院哲学則將理性臣服於啟發宗教精神和揭示基督教真理的工具，使中世紀的歐洲的知識及政治方面，基督教思想看似堅不可摧；然而人文主義、文藝復興、宗教改革等等的對基督教思想的挑戰，產生各方面的在理性與知識的重要轉變：
一方面人文精神孕育實驗科學（包括弗朗西斯·培根、尼古拉·哥白尼、伽利略·伽利萊和勒內·笛卡兒），還有數學思考的嚴謹性（戈特弗里德·莱布尼茨和艾薩克·牛頓） ；另一方面，天主教會的單一權威同時面臨兩個挑戰：一為宗教改革，二為文藝復興從古典文化中發掘的「人有創造能力」概念；因此，邁向真理的道路就漸漸不是基督教思想以神為主，而是如馬丁·路德、培根、笛卡兒等人所相信的，是得運用人類理性。不管是科學中的托勒密或精神上的天主教會，這些原公認的知識、哲學、神學權威都得要面對人類思想獨立自由的挑戰及探索。

### 非宗教化現代理論
以理性、推理、驗證等方法論不僅在科學和數學領域中獲得的矚目成果，也催生在宇宙論、哲學及神學上應用各種邏輯歸納法與演繹法產生嶄新理論，激發人類求知信心，進而對基督教所持具有人格的上帝和個人得救之說產生衝擊，如康德系統性地集合笛卡兒開創的理性主義和培根開創的經驗主義新思潮，發展理性哲學區分純粹理性及實踐理性；洛克奠定現代科學認識論的基礎，雖尊崇笛卡爾但認為純思辨精神有其侷限，主張經驗以及對經驗的反省為知識進步來源，並力主公民自由和宗教寬容；伏爾泰發展自然神論，主張宗教寬容，增進物質繁榮，取消酷刑以尊重人權。
非宗教化現代理論的啟蒙發展在心理學和倫理學上產生不少突破，如洛克把人類心智看做是與生俱來的一張白紙，可用後天經驗在上面自由而大膽地書寫，個人因涉世不同而性格亦異，不存在諸如善惡之類假想中的先天性格；霍布斯認為人之活動主要受苦樂所驅策，人無先天善惡但追求生存及最大享樂，此觀點延伸出各種激進政治學說。

### 啟蒙哲學家及社會改革、革命、新社會組織
雖然啟蒙哲學家各別觀點不同，但一致相信人類理性的有效性，並支持社會、經濟及政治的改革。18世紀初期啟蒙運動的主要人物是伏爾泰、孟德斯鳩，學風謹嚴。至該世紀後期，學風為之一變，狄德羅、盧梭、蒲豐以及孔狄亞克、杜爾哥、孔多塞等都是百科全書派的哲學家，致力編輯該世紀偉大成就之一的《百科全書》。
要求宗教寬容、言論自由和思想自由的啟蒙運動及知識和實際社會的現狀形成尖銳對照，改革想法最終引發革命性的運動，如英國的洛克和邊沁，法國的盧梭、孟德斯鳩和伏爾泰以及美國的傑佛遜，都批判過國家體制的獨斷專行，並根據天賦人權和政治民主構建出更先進的社會組織形式，而這些啟蒙思想皆體現在後來的英國政治改革以及法國和美國的革命運動，如康德認為革命是人類進步的一種力量可使社會獲得較高道德基礎「自然的」步驟。

## 歷史標誌及分期

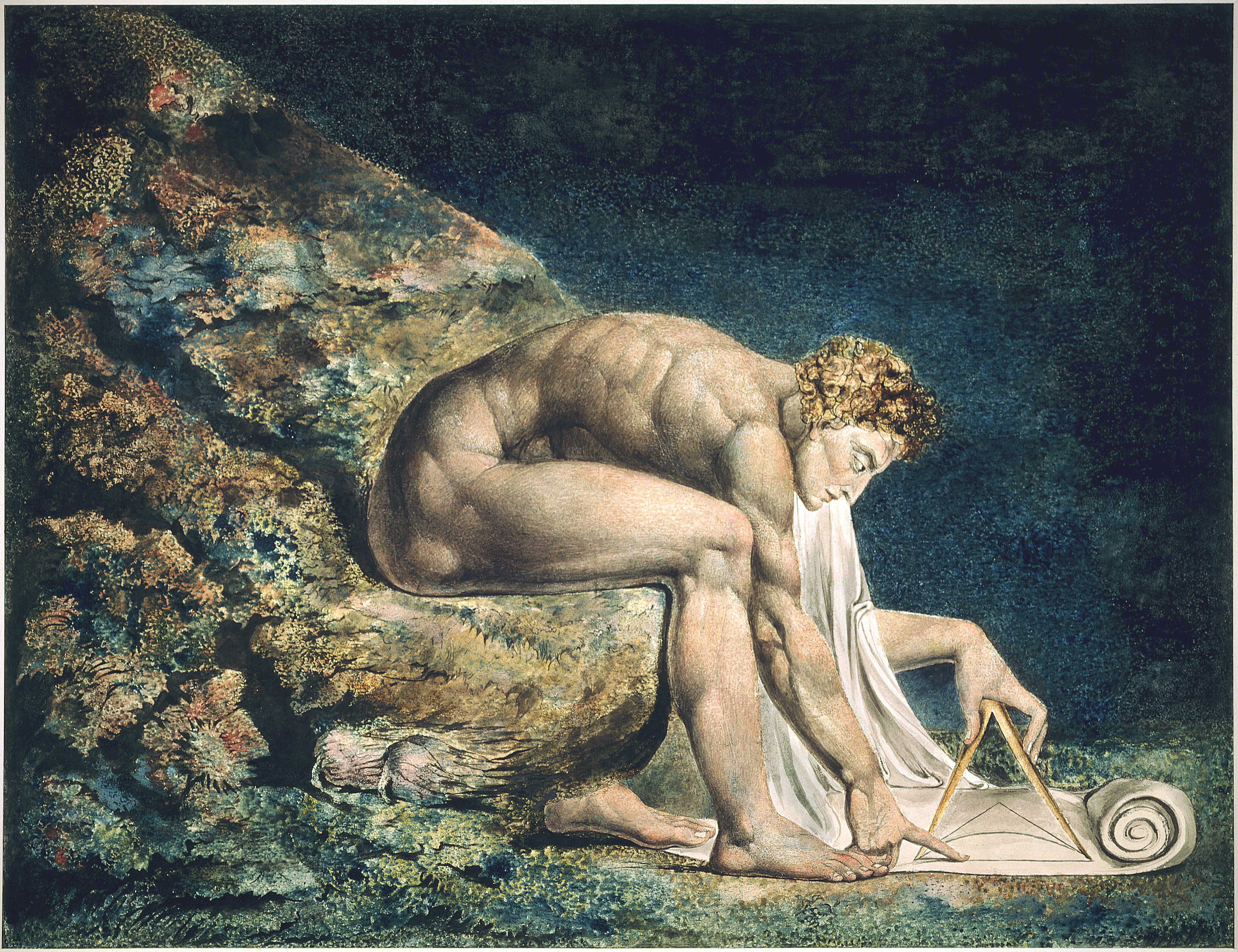
《牛頓》英國浪漫主義詩人威廉·布雷克畫作，傳達其對啟蒙時代思潮的批判與反對立場

在人類歷史分期上，啟蒙時代標誌一個歷史性地走出迷信及宗教戰爭，往科學及理性的智識文化運動；此運動和早先发生在14世纪至17（16）世纪的发源于佛罗伦萨的文艺复兴文化运动不同。
啟蒙時代大致分兩期：
1. 早期：從1650年至1750年[19][9]；
2. 後期：從1750年開始，至1820年（美國[20]、英國及法國[21]），或到1830年遭遇革命的歐洲國家[22]。

然而各學者對啟蒙時代的詳細精確分期，並無共識，如哲學家以赛亚·伯林主張1750年後啟蒙時代就已結束，後來的只是插曲，亦有學者主張1750年後的公共知識份子運動，和啟蒙時代早期的激進反宗教相當不同。
18世紀末，逐漸形成的是對法國及工業革命的反抗新思潮，認為啟蒙運動的理性主義過了頭，而藝術及科學等知識的發展並未帶給人類福祉，人類有了知識改變了自然反而使人類變得更墮落、社會不公並且忽略了心之真誠，這樣的反抗在各國催生出接續或取代啟蒙運動思維的浪漫主義。浪漫主義思潮在歐美興起，各國分別在1780年至1830年之間，從啟蒙時代過渡到浪漫主義。

## 地理分佈及中心

啟蒙時代書信視覺化網站（史丹福大學）展示啟蒙活動之地理分佈

啟蒙時代的活動通常以印刷、大學、商業及政治中心的幾個主要歐洲城市及城鎮:xv，啟蒙運動的散播及影響亦和地理及語言區有所差異。
一般認為啟蒙知識的中心是巴黎，而法語則是通用語言，然而亦有觀點主張，由於啟蒙運動早期思潮如牛頓主義等則是以荷蘭共和國（萊頓大學）為中心。
出版方面也因為當時法國言論管制比荷蘭嚴，荷蘭在啟蒙運動早期扮演重要角色，像由法國啟蒙先驅皮埃尔·贝尔所創辦的文人共和國新聞，因為法國言論管制的關係，而在荷蘭發行。
在啟蒙時代受啟蒙運動影響的地區，包括法國、英格蘭、蘇格蘭、荷蘭、意大利、北美英語區、德意志各邦、奧地利哈布斯堡王朝、伊比利亞半島、伊比利亞美洲殖民地、俄羅斯、東歐和猶太人文化區；近年來關於啟蒙運動的研究也不局限在中心的巴黎或蘇格蘭的愛丁堡，也開始研究如柏林、日內瓦、費城和米蘭的文獻。

## 重要發展及影響

### 政治
在政治方面，启蒙运动为美國獨立戰爭跟打倒法國旧制度的法国大革命等革命提供自由的革命思想，表現在文字上的是美國獨立宣言及人权和公民权宣言。

#### 君權神授與共和體制
取代舊的君權神授的王朝體制，孟德斯鸠主張，新的共和國政制體制需要有以理性為基礎的憲法。孟德斯鸠的想法對當時美國憲法起草者影響很大，包括如三權分立及總統制。
啟蒙運動影響當時對共和國的想像，影響現代共和主義及共和制發展。比如說，為維護愛國主義精神，孟德斯鸠認為，共和體制不但必須規模要小，更仰賴經濟上的平等，為啟蒙時代對自由、愛國主義及公眾利益的重要。美國立國之初的反聯邦主義及聯邦主義派的辯論主要在於對共和制啟蒙思潮的不同想法的辯論。
這種質疑君權神授說倡導自由與平等的政治及法律思潮，產生出民主及基本人權的思想，並直接被美國獨立宣言與法國人權宣言所採用。

#### 民主啟蒙與人權

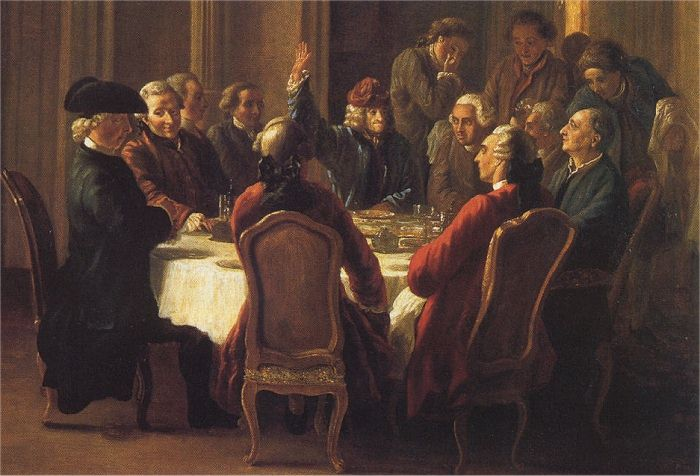
《哲學家的晚餐》為畫家让·于贝尔·伏尔泰作品，右數第三位是法國《百科全书》主編者德尼·狄德罗（1751年—1772年）

啟蒙時代的法國現代哲學（法語：la philosophie moderne）是推動法國大革命主因，此現代哲學是從一小群啟蒙哲學家和革命分子的啟蒙辯論中構建出來的；參與在哲學期刊及革命雜誌上相關辯論的包括米拉波、西哀士、孔多塞、沃尔内和勒德雷尔。法國現代哲學的主要成員不但為1789年法國大革命的《人權和公民權宣言》提出思想根據並為之辯護，主張人權存在普世而不需要引用任何權威，建立在人人平等和言論自由的基礎之上。因此現代學者喬納森·伊斯雷爾認為，這民主啟蒙運動本質上是革命的過程，將激進派的啟蒙思想轉換成改變世界的現代人權概念及意識型態：「改變人的思維，就能改變人的存有」。
這些激進的啟蒙革命份子，和當時其他各種仍想合理化舊制度的其他啟蒙想法（如啟蒙專政、天主教啟蒙、荷蘭在亞洲的商業專政、對理性美德兼具中國模式的啟蒙研究）不同，對新的人類理想狀態有激進的堅持。這些激進啟蒙革命思維先後在1780年代的荷蘭及日內瓦產生民主革命，在法國大革命時更將這啟蒙革命想法轉換成基本人權，因而喬納森·伊斯雷爾總結，法國大革命不只是一國的革命，而是一個激進啟蒙思想在全歐擴散的過程。

#### 政治文化與公共性
在政治文化方面，啟蒙時期的印刷品市場及言論管制在各地催生的公共討論的輿論政治
及政治讽刺文化。
由於都市化及出版業的興起，啟蒙時代的公共空間、公共領域及公共文化等等的發展成為該時代政治文化的特色，也使這時代的發展成為社會學及政治學的討論焦點之一。

### 知識發展
啟蒙仰賴並受利於圖書館、科學（包括科學期刊）、百科全書等等的知識傳播實踐，這些啟蒙時代的知識傳播也形塑了現代學術及相關機構的建制與發展。
這些印刷出版物和思想家的個人書信，主要以法文為主，亦有荷蘭文、英文、義大利文等，構成一個跨越國界的知識社群，又稱文人共和國。這些利用非拉丁文採用各地白話溝通的知識圈，挑戰了學院及教會以拉丁文為主的知識圈，催生最早現代意義的公共領域，並創造了各種歐洲白話印刷市場。
法國啟蒙運動最重要的出版物《百科全书》體現啟蒙時代現代性思維的表現；以包含所有人類知識，來宣揚科學實證知識的出版及傳播，雖歷經法國政府二次企圖打壓，仍出版成最暢銷的書，許多啟蒙運動的思想家都有為此百科全書做出貢獻。法國《百科全书》主編者德尼·狄德罗在“理性”條目中，將理性描述成是“人類認識真理的能力”，“人類的精神不靠信仰的光亮的幫助而能夠自然達到一系列真理”，強調理性人類知識在啟蒙時代的重要性。
現代人對百科全書的認識受18世紀的啟蒙運動強烈影響，而維基百科也共享此歷史源頭影響，涵括促進理性之理念來記錄並瞭解世界各地事物。

#### 各種知識分類、彙編及傳播
人類知識的累積及創造使啟蒙時代的知識分類及彙編成為必要，而圖書館、科學期刊及百科全書對分類學及彙編成為主要的知識工作之一。
科技史學者認為，現代的「資訊時代」雖然經常被描述為新時代，其實概念根源可以追溯到啟蒙時代的理性知識的系統性收集、典藏、加工、展示與溝通相關信息及知識，而其中在知識系統及科技方面有三大突破：林奈的分類及命名系統、拉瓦錫的化學系統以及度量系統。這些關於知識及資訊的分類及彙編也影響其他專業領域，如18世紀的政治算術和人口學開創將統計數據和圖表用於治理，發展簡潔而直觀地呈現數據的方法及知識體系、如製圖、土地登記、郵政、電報發明、海軍旗的信號、等等，為18世紀和19世紀初的民主化和工業化打下根基並建立信息時代的基礎。

#### 圖書館
圖書館方面，公共圖書館的設立對政治啟蒙起了作用，相較於學術圖書館的收藏、分類及整理的哲學啟蒙，公共圖書館將學術啟蒙的成果推及大眾，為知識的民主化。知識啟蒙的科學和政治原則被學者認為是美國公共及學術圖書館的設立基礎，也是為何美國圖書館學會仍保有一專任的知識自由辦公室的原因。
數學及哲學家戈特弗里德·莱布尼茨手撰包括2500本的書目做為啟蒙入門讀物，各地圖書館除了收藏書冊外，也爭相編纂書目及目錄等來打造一個普世全包的圖書館；而其中大學圖書館因為當時大學的神學院傳統及組織問題，在過渡到包羅萬書的普世圖書館大多遭遇阻礙，就連基金充沛的牛津大學圖書館缺書和缺書目的問題到17世紀末仍未顯有改善，哥廷根大學圖書館在概念、收藏範圍及設施上，受戈特弗里德·莱布尼茨啟蒙想法的影響，較快達到普世全包的圖書館的期待。

#### 期刊
由於科學及相關學術辯論在英、法、德的發展迅速，語文的障礙需要克服，德意志人莱布尼茨早在1702年就意識到需要一份法文摘要評論刊物，來介紹最新英國研究成果，然而要直到1717年，阿姆斯特丹才有類似的科學期刊發行，提供最新研究摘要評論及翻譯。這些學術期刊成為啟蒙形成期最主要的推手之一，將公眾的關注力從現有的權威或古典文獻轉移到新奇具挑戰性、有時還是從遠方異文來的新事物和想法。這時代的學術期刊也潛移默化地倡導包容異見及智識客觀性的啟蒙理念。
由於學術發展的專門化，新興的知識領域如化學，在啟蒙時代開始有專門的期刊出現，如克雷尔於1778年創辦的世上第一份化学专业期刊。

#### 百科全书
法语《百科全书》是法國德尼·狄德罗自1740年代末構思編纂，和在1750年前後仍是他的同志让-雅克·卢梭有激烈的討論的百科全书。作為一部革新的百科全书，它是历史上第一部致力于科学、艺术的综合性百科全书，是启蒙时代思想的代表之作。首版於1751年至1772年间出版，至1780年再版时共有35卷1751年第1卷出版后，就遭到政府与教会的压力，导致有几卷不得不地下发行，最后10卷甚至改用假封面和倒填日期出版。
参加《百科全书》编纂的除了副編為让·勒朗·达朗贝尔，還有孟德斯鸠、魁奈、杜尔哥、伏尔泰、卢梭、布丰等不少法国启蒙时代的著名人物。他们被称为百科全书派。
如主编狄德罗所述，《百科全书》的目标是“改变人们的思维方式”，推廣介招法国启蒙主义思潮為主，条目有時帶有时政议论，如德尼·狄德罗在其百科全書中條目痛惜霍布斯未能區分公民與臣民的差別。
在1752年到1753年間，由於《百科全书》編輯成功找到不少貢獻條目的人，包括伏爾泰及孟德斯鸠，然而在此同時，宗教及王權舊勢力也開始在動用資源打壓以激進啟蒙思維為主的《百科全书》，對這些舊勢力來說，《百科全书》的發展及普及將說服更多較包容及開明的法官、部長、王朝官員、大學教授和比較激進的神職人員，《百科全书》是用來系統化灌輸物質主義的、無神論及反皇權的教條的隱秘工具，所以需要反制和打壓。
後來《百科全书》發行四開及八開更便宜的版本，使非精英更容易取得，學者估計在法國大革命前，約有25,000本《百科全书》在法國及歐洲流通，這包羅廣泛且一般人負擔得起的《百科全书》成為向更大群眾傳達啟蒙及科學教育的代表作品。

### 各種知識領域的啟蒙影響
相信並敢於求知，18世紀啟蒙運動在哲學和社會方面影響各個知識領域，例如哲學、科學、政治、媒體（以現代印刷為主的）、醫學、倫理學、政治經濟學、歷史學等等知識領域的創新，較原來以神學為主的知識權威與傳統教條更具理性批判精神的進步觀及現代觀。

#### 科學
- 路易十四於1671年參觀法國科學院[64]
- 拉瓦錫進行放大太陽光線產生燃燒的實驗

16和17世紀科學革命進一步在啟蒙時代取得建制化及權威化的成果：科學協會的成立，哥白尼日心說地位上升，以及新知識取代傳統亞里士多德的自然哲學和蓋倫的醫學學說。到了18世紀啟蒙時代，科學權威開始取代宗教權威，同時煉金術和占星術也失去科學的信誉。
啟蒙時代的科學發展由科學協會及科學院所主導，取代當時仍以神學院為主的大學，成為啟蒙時代科研中心。科學期刊的發行，一開始由科學協會及科學院發行以促進新知交流及辯論，後來在荷蘭等地亦有獨立出版社加入科學期刊及雜誌的發行，除了發表科學論文外，亦有評論、摘要、對於外文新知的翻譯、轉載、或綜述，使科學革命的成果不侷限於單一國家科研機構內。
18世紀的百科全書和字典，一改傳統對神學及經典的古典介紹，大量介紹科學新知，迎合當時讀者對科學和技術的世俗關注，成為對更廣泛的受眾推擴科學新知及新學方法的新興重要管道。
科學革命在啟蒙時代世紀，在數學、物理和醫學有顯著進步，在生物分類學的發展有了新認識，在化學方面的知識積累及成熟使化學成一門學科，建立了現代化學的基礎，同時對磁和電現象有初步理解。

#### 醫學
- 伦勃朗代表名畫：《杜爾博士的解剖學課》[68]
- 法國外科學校圓形講堂亦為啟蒙時代建築代表[69]。

在醫學領域，啟蒙運動挑戰了中世紀一直沿用的蓋倫古典醫學理論，並淡化醫學操作中的宗教成份，在處理身體方面的醫療問題時，靈魂不再是重心。對於人心靈的醫療從傳統的關乎靈魂的運作（Psyche）也轉變成現代心理學喪失理性的機制研究。
啟蒙時代醫學領域進展，被視為新興、專業的中產階級將較世俗價值及想法來對傳統醫療領域的初期改變。歷史學者總結啟蒙時代醫學進展對宗教權威的影響為：「三位外科醫生，就有兩位無神論者。」
新哲學及科學革命提高人類用知識解決病痛苦難的期待，然而除了天花的治療取得效果外，總體的發病率及死亡率仍高，外加變動都市社會及生活型態的改變，在精神心理方面的啟蒙醫學實踐，使得醫療上的啟蒙難有簡單的模式。
啟蒙時代的思想家不少是醫生，如法蘭索瓦·魁奈，除了擔任路易十五宮廷御醫，還是新興政治經濟學的重农主义主要思想家，而其個人對中國專制體制研究的愛好也發展出一套東方專制立憲論（constitutional Oriental despotism）的理論。

#### 工业技術
啟蒙時代工藝進展之一，是詹姆斯·库克為代表的啟蒙製圖學，以牛頓的宇宙觀改變地理製圖工藝及方法，並逐漸移除原有的地理神話。
這種以準確為目標的製圖，利用各式數學投影方法，有多國學者及師傅的跨國合作，而以法國及英國為主要的製圖中心。製圖的跨領域使用其他啟蒙知識的例子也包括天文學家愛德蒙·哈雷，在科學革命之下做出現代主題地圖。
製圖儀器和知識創造地圖市場，並促進啟蒙時代商業及土地測量員的專業化。牛頓的宇宙觀及地圖上的未知地區，也激起歐洲國家對未知新世界的探索及殖民興趣，知名的探險家常常也是製圖家，如探險瞭解南美最著名的亞歷山大·馮·洪保德。
由於各種工藝儀器的知識進展，巴爾托洛梅奧·克里斯托弗里發明現代鋼琴，早在啟蒙時代前已有的幻燈機，由於光學及儀器的進展，成為科普展示中最具娛樂效果的項目之一，也用於歌劇的舞台效果，這些啟蒙時代工藝技術用於聲光效果的作法，對普羅大眾接觸科學等啟蒙新知發揮效果。
- 約納斯·桑（英语：Johannes Zahn）所製世界地圖
- 巴爾托洛梅奧·克里斯托弗里所發明的鋼琴
- 啟蒙時代發明的幻燈機展示，英國畫家保羅·桑德比畫作

#### 知識論
一般而言，啟蒙運動相信理性發展人類知識可以解決人類實存的基本問題。
洛克奠定現代科學認識論的基礎，雖尊崇笛卡爾但認為純思辨精神有其侷限，主張經驗以及對經驗的反省為知識進步來源
在啟蒙時代，由大衛·休謨開始後由百科全书派倡議。經驗主義成為匯入實證主義其中之一的思想，如百科全书派強調透過觀察記錄事實以建立經驗知識。

## 外部連結
- 史丹福大學視覺化啟蒙時代書信往來，以瞭解跨國的文人共和國（Republic of letters）（页面存档备份，存于）
- 史丹福大學視覺化文人共和國（Republic of letters）官方網站（页面存档备份，存于）
- 啟蒙時代事件列表（Enlightenment Timeline）[永久]